# Grammodes mirabilis
Grammodes mirabilis är en fjärilsart som beskrevs av Jean Romieux 1885. Grammodes mirabilis ingår i släktet Grammodes och familjen nattflyn. Inga underarter finns listade i Catalogue of Life.